# Sherbrooke Phoenix
Sherbrooke Phoenix – juniorski klub hokejowy z siedzibą w Sherbrooke w prowincji Quebec w Kanadzie.
Klub kontynuuje tradycje zespołu Lewiston Maineiacs.
Następnie przystąpił do sezonu QMJHL 2012/2013.